# 1946年全仏選手権 (テニス)
1946年 全仏選手権（1946ねんぜんふつせんしゅけん、Internationaux de France de Roland-Garros 1946）に関する記事。フランス・パリにある「スタッド・ローラン・ギャロス」にて開催。

## 大会の流れ
- 第2次世界大戦の終戦後、1939年以来7年ぶりに再開された最初の全仏選手権である。全豪選手権とウィンブルドン選手権も1946年から再開された。
- 男子シングルスは「64名」の選手による6回戦制で、女子シングルスは「39名」の選手による6回戦制で行われた。シード選手は男子・女子ともに16名。男子は64名＝2の6乗で、すべての選手が1回戦から出場した。
- 女子は7名の選手を絞り落とすため、1回戦として7試合を実施し、他の25名は2回戦から出場した。シード選手では、第6シード・第11シード・第12シードの3名が1回戦から出場した。他のシード選手が初戦敗退の場合は「2回戦＝初戦」と表記する。

## シード選手

### 男子シングルス
1. イボン・ペトラ　（ベスト4）
2. トム・ブラウン　（ベスト4）
3. ヤロスラフ・ドロブニー　（準優勝）
4. パンチョ・セグラ　（3回戦）
5. ヤン・スモリンスキー　（1回戦）
6. ベルナール・デストレモー　（3回戦）
7. ピエール・ペリッザ　（ベスト8）
8. フェルディナンド・ヴルバ　（ベスト8）
9. エリック・フィルビー　（1回戦）
10. エンリケ・モレア　（1回戦）
11. ドラグティン・ミティッチ　（ベスト8）
12. バッジ・パティー　（ベスト8）
13. マルセル・ベルナール　（初優勝）
14. ジョン・ウィルキンソン　（1回戦）
15. トニー・モットラム　（2回戦）
16. ヨシップ・パラーダ　（1回戦、不戦敗）

### 女子シングルス
1. ポーリーン・ベッツ　（準優勝）
2. マーガレット・オズボーン　（初優勝）
3. ルイーズ・ブラフ　（ベスト4）
4. パトリシア・トッド　（3回戦）
5. モニーク・アムラン　（3回戦）
6. ビリー・ヨーク　（1回戦）
7. アリス・ワイバーズ　（ベスト8）
8. ジネット・ジュッカー　（3回戦）
9. ベティ・ヒルトン　（ベスト8）
10. ミシェリーヌ・アングルベール　（3回戦）
11. ドリス・ハート　（ベスト8）
12. ドロシー・バンディ　（ベスト4）
13. ネリー・アダムソン・ランドリー　（ベスト8）
14. シモーヌ・ラファージュ　（3回戦）
15. ヤドヴィガ・イェンジェヨフスカ　（3回戦）
16. ヘレナ・ストラウベオバ　（3回戦）

## 大会経過

### 男子シングルス
準々決勝
- イボン・ペトラ vs.  フェルディナンド・ヴルバ　2-6, 6-0, 6-4, 6-2
- マルセル・ベルナール vs.  バッジ・パティー　2-6, 6-2, 6-1, 4-6, 7-5
- ヤロスラフ・ドロブニー vs.  ドラグティン・ミティッチ　6-2, 7-5, 6-8, 8-6
- トム・ブラウン vs.  ピエール・ペリッザ　6-2, 6-2, 6-3

準決勝
- マルセル・ベルナール vs.  イボン・ペトラ　5-7, 6-2, 6-3, 5-7, 6-2
- ヤロスラフ・ドロブニー vs.  トム・ブラウン　7-5, 3-6, 6-4, 5-7, 6-2

### 女子シングルス
準々決勝
- ポーリーン・ベッツ vs.  ベティ・ヒルトン　6-1, 6-0
- ドロシー・バンディ vs.  ネリー・アダムソン・ランドリー　6-4, 5-7, 6-4
- ルイーズ・ブラフ vs.  ドリス・ハート　6-4, 4-6, 6-1
- マーガレット・オズボーン vs.  アリス・ワイバーズ　6-3, 6-2

準決勝
- ポーリーン・ベッツ vs.  ドロシー・バンディ　6-3, 6-4
- マーガレット・オズボーン vs.  ルイーズ・ブラフ　7-5, 6-3

## 決勝戦の結果
- 男子シングルス： マルセル・ベルナール vs.  ヤロスラフ・ドロブニー　3-6, 2-6, 6-1, 6-4, 6-3
- 女子シングルス： マーガレット・オズボーン vs.  ポーリーン・ベッツ　1-6, 8-6, 7-5
- 男子ダブルス： マルセル・ベルナール＆ イボン・ペトラ vs.  エンリケ・モレア＆ パンチョ・セグラ　7-5, 6-3, 0-6, 1-6, 10-8
- 女子ダブルス： ルイーズ・ブラフ＆ マーガレット・オズボーン vs.  ポーリーン・ベッツ＆ ドリス・ハート　6-4, 0-6, 6-1
- 混合ダブルス： バッジ・パティー＆ ポーリーン・ベッツ vs.  トム・ブラウン＆ ドロシー・バンディ　7-5, 9-7